# 黑龙江历史
今黑龙江省地区自古就有人类活动的迹象，为东北亚诸多民族活动的场所。包含了通古斯人與尼夫赫人。他們發展出發達的定居捕魚與海獸文化。

## 上古文明
- 据考古发现，双鸭山地区7000年前已经有文明迹象。
- 肃慎，濊貊，东胡被称为古东北三大民族。
- 黑龙江省在商周时期的居民为“肃慎族”部落，以狩猎为生，据历史记载曾向周成王进贡弓箭。
- 濊貊，濊貊族是濊族與貊族的合稱，以农业城栅为特点，不同於游牧族。濊人原居住在松嫩流域，後來逐渐向东南迁移[1]，濊族從事農業和漁獵業，黍成為濊人的主要食糧。此時的濊族進入原始社會晚期，過著定居生活。濊族是有很多分支，其中高夷（后来的沸流國）在浑江流域，良夷在今大同江中下游（即古朝鲜人，乐浪夷）。东濊是分布在今朝鲜江原道。

## 秦汉至三国
- 肃慎，秦、汉时被称为“挹娄”、“勿吉”。

双鸭山市发现的‘炮台山遗址群’被鉴定是满族先祖挹娄人所建。凤林古城、炮台山遗址被认定为黑龙江历史上最早的挹娄人的都城。挹娄人已经以农业为生，但也狩猎，曾向三国时代的魏国进贡过猎物。这个时期是黑龙江建置设治之始。
- 西汉时，扶余国建立，成为黑龙江历史上又一个国家政权，为玄菟郡所管辖。
- 黑龙江在漢代、魏晉時被稱為弱水。

## 两晋南北朝
- 南北朝时代黑龍江的主體民族被称作“勿吉”。
- 公元494年，夫余被勿吉人灭掉。夫余逐步退出历史舞台，隨著秽貊族的衰落，通古斯族(当时主要为勿吉人)在黑龙江及整个东北地区开始崛起。
- 高句丽也在这段时间内发展壮大，491年，北魏孝文帝冊封高句丽長壽王為車騎大將軍、太傅、遼東郡開國公、高句麗王，今天的中国东北大部成为高句丽人的少数民族地方政权，高句麗的勢力範圍也達到今黑龍江省的南部地區。
- 南北朝時，黑龍江上游稱完水，松花江及兩江匯流後被稱為難水。

## 隋唐五代
参见：黑水靺鞨、粟末靺鞨、渤海国、东丹国
- 唐代的一些文献提到“靺鞨”，部落众多，居住在黑龙江流域的为“黑水靺鞨”。唐代已在黑龙江流域遍设府、州，委派官吏，实行管辖。武则天圣历元年(698年)居住在今牡丹江上游地区的粟末靺鞨在统一了靺鞨各部以后，建立震国，臣属于唐王朝。722年黑水靺鞨酋长倪属利稽到长安朝见皇帝，唐玄宗封他为“勃利（伯力）州刺史”；嫩江流域居住着“室韦族”，这时的黑龙江省地域已经属于唐朝燕州管辖的疆域。根据最近考古发现，黑龙江省当时曾有一些民族从北方迁入定居，后来又神秘的消失，不知是由于战乱被消灭，还是由于迁徙移出。
- 今天的中国东北加上朝鲜半岛大同江以北被后来崛起的渤海国占据。
- 渤海國時期，為上京龙泉府，铁利府，怀远府，鄚頡府等。
- 五代时契丹人灭亡渤海国，此地成为辽国的一部分。
- 隋、唐時始稱黑龍江下游為黑水，完水改作望建水、難水改作那河。
- 中國史籍唐代靺鞨有郡利部（尼夫赫人），朝廷設黑水府治其地。後渤海國興盛，降伏靺鞨[2]。有人說尼夫赫人是唐代人说记载的今黑龙江境内的流鬼國。

## 辽金元
参见：水达达、胡里改、吉里迷、骨嵬
- 唐朝以后，管辖黑龙江地区的是与北宋并存的辽朝。大约公元10世纪，女真人兴起，松花江下游的完颜部落统一了当地各民族，1115年，生活在今黑龙江阿什河流域的女真完颜部建立金朝，设都于上京会宁府（今哈尔滨市阿城区）。后将黑龙江一带设为上京路。黑龙江流域在金朝被完全纳入领土范围内，成为其内河。
- 蒙古灭金建立元朝以后，这里分属岭北等处行中书省和辽阳等处行中书省，属当时辽阳行中书省开元路所辖，元中叶以后，为开元路和水达达路所辖。
- 《辽史》第一次以“黑龙江”来称呼这条河流。
- 遼代稱尼夫赫人部為阿里眉屬五國部[3]。金代稱之為吉里迷[4]，元代作吉里迷、乞烈賓[5]、吉烈滅[6]。

## 明清
参见：海西女真、东海女真、索伦部、宁古塔
- 明初设奴儿干都司，治所位于黑龙江下游的特林，宣德九年（1434年）撤销。后来明代对东北的统治削弱，这里的女真各个部落原来作为明朝的藩属，建州女真后来兴起统一各部为满洲，后改国号为大清，建立了清朝并统治全中国。
- 清初将这里作为自己的起源禁地，禁止汉人入内。并作为流放犯人的地方。清顺治四年（1647年）在宁古塔地区设置牛录章京，顺治十年（1653年）设昂邦章京，康熙元年（1662年）升驻宁古塔将军。康熙二十二年（1683年）设置黑龙江将军。康熙时沙皇俄国多次入侵，被清军在雅克萨战役中击败，并订立了《中俄尼布楚条约》，划定中俄边界以外兴安岭为界。康熙皇帝以被俘而不愿回国的俄军士兵建立了一支俄罗斯兵侍卫队。鸦片战争后俄罗斯帝国多次入侵，1860年《中俄北京条约》清政府最终将黑龙江以北和乌苏里江以东约100万平方千米的中国领土划归俄国。光绪三十三年（1907年）黑龙江将军改为黑龙江行省，省治齐齐哈尔城。
- 元代、明代多稱為混同江。至清代，黑龍江一名成為官方名稱，设立黑龙江将军，也是清初犯人流放之地。冯景尝言：“今乌喇得流人，繩繫頸，兽畜之。死则裸而弃诸野，乌鸢饱其肉，风沙扬其骨……”[7]康熙時始廢流放烏拉[8]，但雍正五年李煦又被流放至此。雍正十年（1732年）在烏拉建成「望祭殿」。满语音“萨哈连乌拉”，其中“ᠰᠠᡥᠠᠯᡳᠶᠠᠨ (sahaliyan), 萨哈连”意为“黑”，“ᡠᠯᠠ (ula), 乌拉” 意为“水”。蒙古语则称“哈拉穆连”。俄文稱為“阿穆尔”或“阿母”（Аму́р）。
- 清代則定尼夫赫人名為費雅喀 (穆麟德轉寫：fiyaka)。阿伊努人叫他們尼古奔或史米倫格。

## 中华民国
- 中华民国成立将这里设为黑龙江省和松江省，清王朝被推翻，黑龙江开禁，后来又发现了金矿，人口大量涌入。民国期间黑龙江省与吉林省以松花江为界，江南归吉林省，江北为黑龙江省所辖。
- 1931年9月18日九一八事变后日本扶持建立满洲国，满洲国之初，黑龙江省设立省公署，其后划分为龙江、滨江、三江、黑河、东满、北安6省。被日本侵略军占领的十几年间，直到1945年日本投降，被掠夺了大量木材、粮食、煤炭、矿产运往日本。
- 1945年后黑龙江地区先后建立5个省级地方政权：黑龙江省、嫩江省、合江省、绥宁省和松江省。

## 中华人民共和国
- 1949年简为黑龙江和松江两省。1954年撤销松江省，与黑龙江省合并，省政府驻哈尔滨市，沿制至今。
- 中华人民共和国成立至今，大量木材、粮食、煤炭、矿产、石油成为关内建设的重要来源。
- 中华人民共和国成立后，苏联与中华人民共和国一直以黑龙江为基本边界，搁置了沿岸土地的主权争议。但自珍宝岛事件后中苏关系逐渐恶化，两国军队开赴黑龙江沿岸，导致黑龙江地区局势危急。自1980年代末才有所缓和。
- 中华人民共和国与俄罗斯联邦在1990年代至21世纪初相继确定了东端边界的走向。中华人民共和国方面放弃了自19世纪中叶被俄国取得的大量土地的主权要求，以及被強佔的江东六十四屯。同意将两国边界以实际控制线即黑龙江和烏蘇里江的主航道中心線为主要依據进行划分。目前边界走向已确定完毕。但中華民國方面對俄國佔領江東六十四屯的合法性從未予以承認。
- 1970年代，随着中国大陆改革开放的不断加强，黑龙江省与俄罗斯签订大量贸易协定，并将黑河市、绥芬河市等数个沿江城市与俄罗斯的布拉戈维申斯克（海蘭泡）、哈巴罗夫斯克等远东城市辟为边境互贸城市，其中绥芬河等地还建有跨江大桥方便出行。利用互补的资源优势带动黑龙江流域地区经济的发展。